# Рудня (Дубенський район)
Ру́дня — село в Україні, у Козинській сільській громаді Дубенського району Рівненської області. Населення становить 194 осіб. До 2016 у складі Пустоіваннівської сільської ради.  Від 2016 у складі Козинської сільської громади 

## Географія
Село розташоване на лівому березі річки Пляшівки.

## Історія
У 1906 році село Рудня-Почаївська Крупецької волості Дубенського повіту Волинської губернії. Відстань від повітового міста 30 верст, від волості 17. Дворів 24, мешканців 190.
7 (20) листопада 1917 року, відповідно до Третього Універсалу Української Центральної Ради, увійшло до складу Української Народної Республіки.
12 червня 2020 року, відповідно до розпорядження Кабінету Міністрів України № 722-р від «Про визначення адміністративних центрів та затвердження територій територіальних громад Рівненської області», увійшло до складу Козинської сільської громади Радивилівського району.
19 липня 2020 року, в результаті адміністративно-територіальної реформи та ліквідації Радивилівського району, село увійшло до складу Дубенського району.
У травні 2022 року парафіяни в селі проголосували за вихід із "УПЦ" Московського патріархату і приєднання до ПЦУ.

## Населення

### Мова
Розподіл населення за рідною мовою за даними перепису 2001 року:
| Мова       | Кількість | Відсоток |
| ---------- | --------- | -------- |
| українська | 194       | 100%     |